# Galerie Václava Špály
Galerie Václava Špály je pražská galerie zaměřená na současné umění. Nachází se na Národní třídě 30 v domě čp. 59, vedle funkcionalistického Paláce Chicago v Praze 1-Novém Městě. Ve své výstavní dramaturgii se Galerie Václava Špály věnuje zejména žijícím českým profesionálním autorům střední generace, kteří patří v malbě a fotografii, případně sochařství, k vrcholům české výtvarné scény. Pravidelně se zde střídá malba, fotografie i plastiky.

## Historie

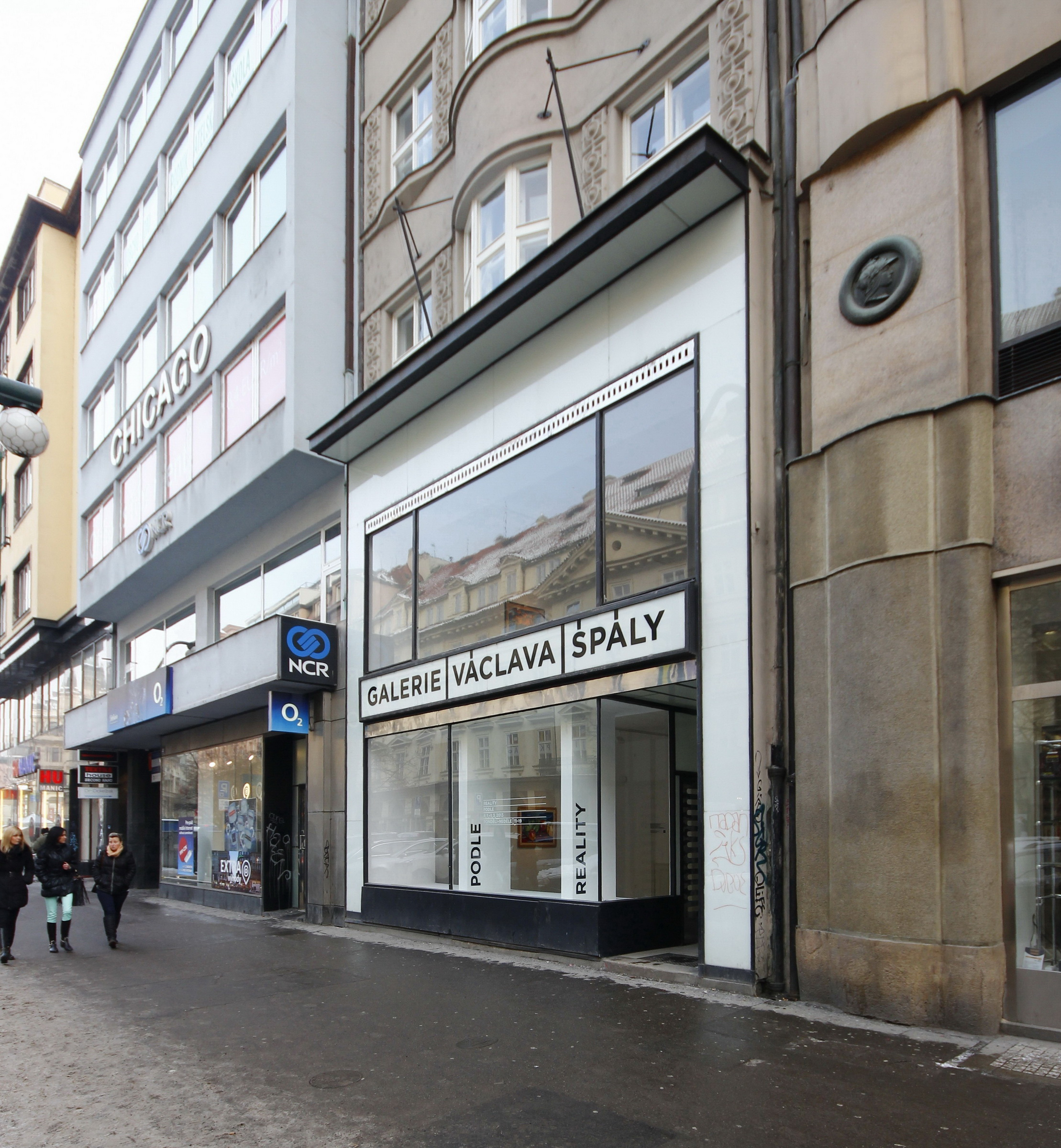
Galerie Václava Špály s Palácem Chicago na pozadí

Na této adrese fungovala v letech 1916-1938 Rubešova galerie. Na konci 30. let 20. století prošel dům rozsáhlou rekonstrukcí pro účely prvorepublikového Vilímkova nakladatelství a knihkupectví a galerie byla otevřena roku 1941 jako Galerie Jos. R. Vilímek na Třídě Viktoria (jak se Národní třída jmenovala za protektorátu) čp. 30 v Praze. Dvoupodlažní knihkupectví navrhl architekt František Zelenka a bylo zbudováno v roce 1938 v přízemí a patře původně secesního domu.
V letech 1949 až 1953 zde byla Galerie Práce, potom 1953 až 1954 zde sídlila Galerie Kniha a do roku 1959 Galerie Českého fondu výtvarných umění. Od roku 1959, kdy galerie dostala nové jméno po českém malíři, grafikovi a ilustrátorovi Václavu Špálovi, ovlivňují postupně výstavní program předních teoretici umění jako Eva Petrová, Jiří Šetlík, Ludmila Vachtová nebo František Dvořák.

Od výstavy Zbyňka Sekala roku 1965 zažila galerie velký rozkvět pod vedením respektovaného výtvarného teoretika Jindřicha Chalupeckého. Za doby jeho působení se v galerii vystřídala celá generace tvůrců českého moderního umění, ale uskutečnila se tu i jediná pražská výstava Marcela Duchampa (1969). Poslední výstavou připravenou J. Chalupeckým byly obrazy Vladimíra Kopeckého v květnu 1970.
V 70. a 80. letech, kdy Chalupecký nesměl veřejně působit, ovládá galerijní program normalizační Svaz československých výtvarných umělců a význam galerie upadal.
Od roku 1989 připravují výstavy opět renomovaní teoretici (Mahulena Nešlehová, Jiří Valoch, Marie Klimešová, Eva Petrová, Josef Kroutvor, Jan Kříž, Ivo Janoušek, ad.) a galerie vystavuje díla mladých autory spolu s pracemi generace 70. a 60. let.

Na počest slavné éry Špálovy galerie je od roku 1990 udílena Cena Jindřicha Chalupeckého pro české výtvarné umělce ve věku do 35 let. Jejím prvním laureátem se stal Vladimír Kokolia.
V 90. letech vešla galerie pod vedením Jaroslava Krbůška do povědomí jako progresivní výstavní síň zaměřená na současné české umění.
Od roku 2002 vedla galerii Nadace Český fond umění. Ta ji začala volně pronajímat, což tehdy vyvolalo protesty umělecké veřejnosti. V roce 2007 vyhlásila městská část Praha 1 poprvé konkurz na provoz galerie. Nájemcem se stala agentura Semma, která však po dvou letech činnost ukončila, údajně z důvodů nedostatku financí na provoz.
V roce 2010 MČ Praha 1 vyhlásila další výběrové řízení. Zvítězil v něm projekt společnosti PPF Art, která se tak stala provozovatelem této galerie na následujících deset let. PPF Art, patřící do skupiny PPF, současně s Galerií Václava Špály zajišťuje provoz Ateliéru Josefa Sudka na pražském Újezdě. Je rovněž správcem unikátní sbírky české a slovenské fotografie, jejíž největší část tvoří kolekce fotografií světově uznávaného českého fotografa Josefa Sudka. PPF Art spravuje také sbírku obrazů a dalších uměleckých děl, představující průřez českou malbou od konce 19. století do současnosti. 
Od roku 2010 je kurátorem galerie Pavel Lagner.

## Historie výstav (výběr)
- 1941–1944 Jan Štursa, František Tichý, Jan Bauch, Josef Navrátil, František Gross, Kresby Karla Černého, Zdeněk Tůma, Vilém Plocek, Hugo Ullík, Jindřich Wielgus, Max Švabinský, Otakar Mrkvička, Antonín Mánes, František Malý, František Tichý, Ada Novák, Jiří Trnka, Miloslav Holý, Jan Preisler, Karel Svolinský, Josef Mařatka
- 1945 Václav Špála: 60 let
- 1945–1948 Otakar Mrkvička, Ludmila Jiřincová, Alois Fišárek, Josef Liesler, Miloslav Holý, Cyril Bouda, Karel Svolinský, František Kaván, České moderní sochařství od Gutfreunda k Wagnerovi, František Hudeček, František Tichý, Jan Zrzavý, František Gross, Ze zájezdu českých výtvarníků do Francie, Paříž v kresbách Karla Černého, Oleje a kresby Aléna Diviše, Zdeněk Sklenář, Vladimír Fuka
- 1949	Na prahu pětiletky s našimi malíři
- 1949–1953 Umění do bytu pracujících, Emil Filla: Krajiny z Českého Středohoří, Vilém Nowak: Obrazy, Emil Filla, Otakar Kubín, Josef Liesler: Květiny a zátiší, Diệp Minh Châu: Obrazy z bojujícího Vietnamu
- 1956 Jan Bauch, Jan Zrzavý, František Tichý
- 1957 Otakar Kubín
- 1958 Jan Bauch, Karel Černý, Ladislav Dydek, Pravoslav Kotík
- 1959 Alois Wachsman, František Ronovský
- 1960 Jaroslav Paur, Skupina M 57
- 1961 Ladislav Zívr, Tvůrčí skupina Etapa
- 1962 Jan Kodet, Karel Souček, František Gross
- 1964 Výstava soutěžních návrhů na výzdobu nového velvyslanectví v Brazílii (Jiří John, Čestmír Kafka, Eva Kmentová, Jan Koblasa, Stanislav Kolíbal, Mikuláš Medek, Olbram Zoubek), Křižovatka, Trasa, Jiří Mrázek, Pravoslav Kotík, Vlastimil Beneš, Bohdan Lacina

### 1965
Zbyněk Sekal, Václav Tikal, Jiří Balcar, Václav Kiml, Eva Kmentová, František Pacík, Zdeněk Sklenář, Grafika 65, Objekt, Rakouští sochaři, František Gross, Ladislav Novák, Věra Janoušková

### 1966
Obraz a písmo, Skupina 4, Jitka Válová, Květa Válová, Otto Herbert Hajek, Tvůrčí skupina Etapa, La figuration narrative: Kontinuální styl, časové juxtapozice, cloisonnés a polyptychy, itineráře a metamorfózy, Bohuslav Reynek, Jiří Seifert, Jaroslav Klápště, Radoslav Kutra, Aktuální tendence českého umění. Obrazy, sochy, grafika, Jiří Balcar, Sklo, Evropské umění: Mistři 20. století

### 1967
Nová jména, 15 grafiků, Půjčte si, kupte si, 13 ze Slovenska, Fantasijní aspekty současného českého umění, František Foltýn, 7 + 7, Fotografie, Gutai, 5 sochařů, Eva Brýdlová, Otakar Slavík

### 1968
Jozef Jankovič: Sochy, Jiří Načeradský: Obrazy, Dagmar Hendrychová, Rudolf Němec, Adriena Šimotová, Nové věci, Barbara Gasch, Počátky generace, Šmidrové, Západoněmecká a západoberlínská avantgarda Lidicím, Klub konkrétistů, Jiří Kolář, Vojtěch Preissig, Intersymposium ČSSR – Keramika Bechyně 68

### 1969
Zbyněk Sekal, Skládané obrazy a sochy, Jiří Balcar, Vladimír Boudník, Mira Haberernová, Ladislav Novák, Marcel Duchamp, Enrico Baj, Daisy Mrázková, Stanislav Podhrázský, Jiří Sever, Zorka Ságlová, Někde něco, Mikuláš Medek, Libor Fára, Karel Pauzer, Jan Kubíček, Jana Želibská

### 1970
Stanislav Kolíbal, Zdeněk Sýkora: Práce z let 1959 – 1970, Eva Kmentová: Stopy, Otakar Slavík: Obrazy, Karel Nepraš: Račte točit, Václav Cigler: Plastiky, Naděžda Plíšková: Grafika, sochy 1968 – 1970, Vladimír Kopecký: Obrazy, František Hudeček: Výbor z díla 1930 – 1970, Artchemo, Adriena Šimotová

### 1990
Sdružení českých umělců grafiků Hollar: Členská jubilejní výstava prací z období 1970 – 1990, SČUG Hollar po 20 letech přerušené činnosti

### 1991
Interpretácia, 	Český informel. Strukturální fotografie, okruh bratislavských konfrontací a autoři mimo hlavní proud, Rudolf Sikora, Cena Jindřicha Chalupeckého za rok 1990: Vladimír Kokolia, Jan Ambrůz, František Skála jr., Jan Ambrůz: O lehkosti a tíži, Vladimír Kokolia: Energie, Wortlaut / Slovo-zvuk, Kateřina Černá: Obrazy/grafiky, Nová jména, Jaroslav Róna 1988 – 1991, Václav Stratil: Řeholní pacient, Jiří Kornatovský: Kresby, Victor Sanovec: Práce, Eva Švankmajerová: Císařský řez

### 2006
- Tomáš Bican – Praha: Město

### 2010
- Jiří Černický – Gagarinova věc a věci, kterých mi není líto
- Jiří Skála – Ty jsi předmět, já jsem podnět

### 2011
- Petr Pastrňák – Hořící les
- Tomáš Císařovský – Kam až
- Tono Stano – Bílý stín
- Obrazy z dějin fotografie české
- Pavel Baňka – O fotografii
- Vladimír Kokolia – Převod síly

### 2012
- Dvacet let úspěchů podkomise pro útlum publicity B.K.S.
- Jan Merta – Mým Pražanům k šedesátinám
- Rudo Prekop – Dva v jednom
- Roman Trabura – Light Obsession
- František Skála – Září
- Mark Ther a Ludwig, Oskar und Thomas?

### 2013
- Skupina Reality – Podle
- Jaroslav Róna – Obrazy a sochy
- Štěpánka Stein a Salim Issa – Šampióni / Champions
- Martin Mainer – Slovanská epopej 2012 - 2013 / Sama doma / Vize pro tebe
- Stanislav Diviš – V hlavní roli barva
- Wu Yi – Pražské léto

### 2014
- Jan Hísek – Řeka
- Petr Písařík – Kdo to tady myslí vážně...
- Jiří David, Andy Hope 1930, Florian Meisenberg
- Otto Placht – Metaformy pralesa
- Veronika Šrek Bromová – Příběh chaosu
- Kateřina Vincourová – Zpaměti

### 2015
- Milan Salák – Transformets
- Jiří Straka – Tušová staveniště
- Jan Bačkovský – Obrazy
- OBR (skupina umělců) – *2007 – +2015
- Ivana Lomová – Prázdno
- Hynek Martinec – Intellectual properties

2016
- Jaroslav Valečka – Stíny Sudet
- Jakub Špaňhel – Obrazy 1648 - 2016
- Jan Svoboda – Světlo, prostor, čas
- Karel Balcar – Spending Eternity
- Karel Cudlín – Fotografie
- Petr Nikl – Pijavice
- Erika Bornová – Posedlost

2017
- Martin Šárovec – Strange Garden
- František Matoušek – Blue Jeans
- Josef Bolf – Nepatrný dosah povědomí
- Jan Pištěk – K okraji viditelného
- Martin Velíšek – Mlčení
- Zdena Šafka – Za Tím
- Michael Rittstein – Kurzy začínají na podzim

2018
- Luděk Rathouský – King Dron
- Martin Kuriš – Cesta do Egypta
- Zbyněk Sedlecký – Pravé poledne
- Denisa Krausová – Hlava je vnitřností čepice
- Lubomír Typlt – Neutopíš se dvakrát v téže řece
- Zdeněk Daněk – DNA obrazů
- Filip Černý – Schrödingerova pata

2019
- Adam Štech – Podle skutečné události